# Queen's Ouest
Pour l’article homonyme, voir Queen's.
Queen's Ouest fut une circonscription électorale fédérale de l'Île-du-Prince-Édouard. La circonscription fut représentée de 1896 à 1904.
La circonscription a été créée en 1892 à partir du Comté de Queen. Abolie en 1903, la circonscription fut fusionnée à Queen's.

## Géographie
En 1892, la circonscription de Queen's Ouest comprenait:
- La ville de Charlottetown
- La partie ouest du Comté de Queens

## Députés
1. 1896-1902 — Louis Henry Davies, Libéral
2. 1902¹-1904 — Donald Farquharson, Libéral
3. 1904¹-1904 — Horace Haszard, Libéral

- ¹ = Élections partielles